# 7 Piscium
7 Piscium (b Piscium) é uma estrela na direção da Pisces. Possui uma ascensão reta de 23h 20m 20.54s e uma declinação de +05° 22′ 53.2″. Sua magnitude aparente é igual a 5.05. Considerando sua distância de 341 anos-luz em relação à Terra, sua magnitude absoluta é igual a −0.05. Pertence à classe espectral K2III.